# Valeria Castro Rodríguez
Valeria Castro Rodríguez (Los Llanos de Aridane, La Palma; 28 d'abril de 1999) és una cantautora espanyola. nom en 2023 als premis Latin Grammy en la categoria Millor Cançó de Cantautor per "La raíz",ançó composta a l'illa de La Palma després de l'esclat del volcà en 2021. Guanyadora del guardó a Millor Cançó de l'Any en els Premis Canaris de la Música 2023 i nom als XXXIX Premis Goya de 2024 en la categoria Millor Cançó Original juntament amb la banda Vetusta Morla per "El amor de Andrea".

## Trajectòria artística
Des de molt petita va començar a mostrar un gran interès per la música, amb 4 anys va començar a tocar el piano i a cantar. Va iniciar la seva formació a l'Escola Insular de Música de la Palma.Va estudiar la carrera de Biotecnologia en la Universitat Politècnica de Madrid, estudis que va compaginar amb la seva afició a la música.Va viure en el Col·legi Major Chaminade de Madrid. En 2021 va publicar el seu primer EP «Chiquita» (Warner Music). En 2023 llança el seu primer L.P. «Con cariño y con cuidado» (autoeditat), treball que presenta en diversos països durant l'any del llançament i pel qual rep multitud de reconeixements, entre d'altres, el tercer millor disc nacional de 2023 per la revista especialitzada Mondo Sonoro o un dels 10 millors discos de l'any segons El País.
Durant el 2023 va esgotar les entrades en grans teatres per tot el territori nacional espanyol, actuant en llocs com el Reial Jardí Botànic de Madrid dins del marc del festival Noches del Botánico, així com al Teatro Circo Price. En aquest mateix any també va actuar en la Mercedes-Benz Fashion Week de Madrid posant veu a la desfilada del dissenyador J.C. Pajares.
Ha col·laborat tant en estudi com en directe amb artistes com Alejandro Sanz, Vetusta Morla, Silvana Estrada, Coque Malla, Silvia Pérez Cruz, Iván Ferreiro, Vicente García, Viva Suecia, Macaco, Tanxugueiras, Pedro Guerra, Daniel, Me Estás Matando  o Isaac Et Nora entre d'altres.
Algunes de les seves cançons han sonat en les bandes sonores de reconegudes sèries o pel·lícules com: Élite o Mi soledad tiene alas. També ha posat imatge i veu a campanyes de marques multinacionals com la japonesa Uniqlo o la francesa Decathlon.

### Discografia
|                  | Any           | Títol                    | Notes                     |
| ---------------- | ------------- | ------------------------ | ------------------------- |
| Àlbums           | 2023          | Con cariño y con cuidado |                           |
| EPs              | 2021          | Chiquita                 |                           |
| Senzills         |               |                          |                           |
| 2021             | La corriente  |                          |                           |
| 2021             | Guerrera      |                          |                           |
| 2022             | La raíz       |                          |                           |
| 2022             | Poquito       |                          |                           |
| 2023             | Lo que siento |                          |                           |
| 2023             | Abril y mayo  |                          |                           |
| 2023             | Costumbre     |                          |                           |
| En col·laboració | 2021          | La Despedida             | amb Colectivo Panamera    |
| En col·laboració | 2021          | Tierra y Fuego           | amb Muerdo y Pedro Guerra |
| En col·laboració | 2022          | Un recuerdo              | amb Macaco                |
| En col·laboració | 2023          | Palmero sube a La Palma  | amb Isaac et Nora         |
| En col·laboració | 2023          | Hablar de nada           | amb Viva Suecia           |
| En col·laboració | 2023          | El Amor de Andrea        | amb Vetusta Morla         |
| En col·laboració | 2023          | Hoxe, Mañá e Sempre      | amb Tanxugueiras          |

## Premis
| Any  | Premi                       | Categoria                | Resultay  |
| ---- | --------------------------- | ------------------------ | --------- |
| 2022 | Premi Taburiente            |                          | Guanyador |
| 2023 | Latin Grammys               | Millor Cançó Cantautor   | Nominat   |
| 2023 | Premis Canaris de la Música | Mejor Canción            | Guanyador |
| 2023 | Premis Canaris de la Música | Millor Artista Revelació | Nominat   |
| 2024 | Goya                        | Millor Cançó Original    | Pendent   |